# Высшая лётно-планерная школа
Высшая лётно-планёрная школа (ВЛПШ) — учебное лётное и исследовательское заведение Освиахима СССР, организованное в 1931 году и размещённое на плато Узун-Сырт (гора Клементьева), Коктебель, Крым. Явилась колыбелью многих выдающихся деятелей советской, российской и украинской авиации. После ряда реорганизаций существует и поныне.

## История

А. А. Сеньков в учебном планёре КиК собственной конструкции, 1927, Узун-Сырт

Первым после обследования воздушных потоков и рельефа местности в 1916 году на перспективность Узун-Сырта для планеризма указал К. К. Арцеулов.

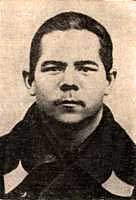
Петр Николаевич Клементьев (1896—1924)

В ноябре 1923 года на плато Узун-Сырт недалеко от посёлка Коктебель в Крыму состоялись I Всесоюзные планёрные испытания (ВПИ) где были представлены 10 конструкций планёров. Это событие принимают как начало планеризма в СССР. 18 ноября 1924 года рекордный парящий полёт Л. Юнгмейстера продолжался 1 час 2 мин. 30 сек. На II ВПИ в 1924 году прибыло уже 48 планёров оригинальных конструкций, из которых 11 конструкций представляли города Украины. Планёры «Бумеранг» (Харьков) и КПИР (Киев) были в числе лучших. Во время II слёта погиб на планере морской лётчик П. Н. Клементьев, гора была названа его именем.
После 6-го планерного слёта постоянно действующая школа была организована 24 июня 1929 года планёрным сектором ЦС Осоавиахима. Располагалась в Крыму на горе Узун-Сырт (ныне гора Клементьева), недалеко от города Феодосия. Основной задачей школы была подготовка инструкторов-планеристов для местных планерных школ. Много сил и настойчивости в создание школы вложили С. В. Ильюшин и А. А. Сеньков — первый её начальник.
Структура ВЛПШ складывалась из технической, лётной, учебной, административно-строевой и хозяйственной частей. Техническую часть возглавлял О. К. Антонов, лётную часть — В. С. Васянин. Первыми инструкторами были Ж. И. Журавлёв, М. Ф. Романов, Г. Михайлов, Е. А. Грунауэр, В. Г. Бородин, З. В. Дакиневич.
В 1930 году школа выпустила первых 15 инструкторов-планеристов. На 7 слёт в Коктебель приехали руководители ВВС СССР во главе с начальником УВС РККА П. И. Барановым. С 1931 года ВЛПШ на горе Клементьева стала носить его имя.
Школа была обеспечена 15 планёрами учебного типа «Стандарт» и 10 тренировочными парителями Г-2бис. Впоследствии московской группой было доставлено ещё пять планёров «Стандарт» и по одному ИТ-4 и Г-2.
С 1933 году в программу обучения будущих инструкторов-планеристов было включено обязательное освоение фигур высшего пилотажа на планёре. Для этой цели использовались пилотажный планёр Г-9 конструкции В. К. Грибовского и двухместный пилотажный планёр Ш-5 конструкции Б. Н. Шереметева производства Планёрного завода.
Обучение планёрному полёту в это время в обязательном порядке проходили все лётчики, планерные полёты являлись первым этапом обучения лётного состава независимо от типа самолёта.
В 1973 году на вершине горы Клементьева был установлен памятник пионерам планёрного спорта. В открытии приняли участие организатор планёрного спорта К. К. Арцеулов, авиаконструктор, Герой Социалистического Труда М. К. Тихонравов, лауреаты Государственной премии СССР С. Н. Люшин и И. П. Толстых, начальник экспериментального конструкторского бюро С. Исаев, авиаконструктор В. К. Грибовский, летчики-испытатели, Герои Советского Союза С. Н. Анохин, М. А. Нюхтиков, И. М. Сухомлин.
В 1977 году на базе ВЛПШ была открыта Научно-исследовательская планёрная база Центрального аэрогидродинамического института имени профессора Н. Е. Жуковского. В 1992 году её преобразовали в Центр планёрного спорта «Коктебель».

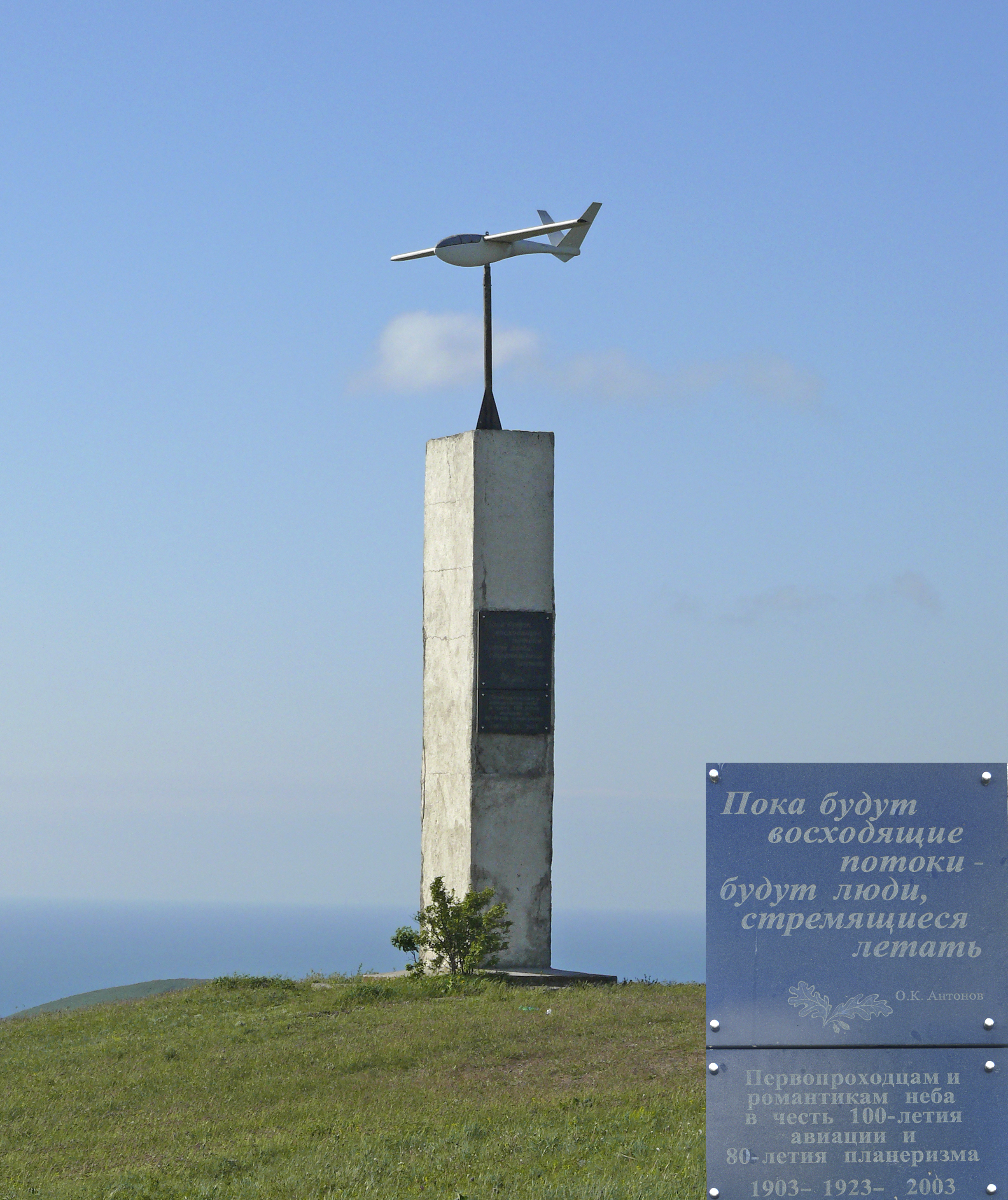
К 50-летию I планерного слёта в 1973 на плато был установлен памятник планеристам в виде планёра А-13

## Деятели советской авиации, принимавшие участие во Всесоюзных планерных испытаниях (слётах) и в работе ВЛПШ
- Арцеулов, Константин Константинович
- Королёв, Сергей Павлович
- Ильюшин, Сергей Владимирович
- Антонов, Олег Константинович
- Яковлев, Александр Сергеевич
- Туполев, Андрей Николаевич
- М. К. Тихонравов, Ю. А. Победоносцев, В. Ф. Болховитинов, Д. Л. Томашевич, М. И. Гуревич, В. С. Пышнов, С. Н. Люшин, И. П. Толстых, Г. Ф. Проскура, В. П. Ветчинкин, Б. И. Черановский, А. А. Сеньков, Б. В. Раушенбах, Б. Н. Шереметев, В. К. Грибовский, В. Вахмистров, А. В. Чесалов, М. А. Тайц, А. Д. Миронов, Г. П. Свищев.